# Eccellenza Umbria
La Eccellenza Umbria es una de las divisiones regionales que conforman la Eccellenza, la quinta categoría del fútbol de Italia; en la cual participan los equipos de la región de Umbria.
Participan 16 equipos en donde el campeón logra el ascenso a la Serie D, el subcampeón juega un playoff de ascenso y los tres últimos de la clasificación descienden a la Promozione.

## Ediciones anteriores
- 1991–92: Pontevecchio
- 1992–93: Città di Castello
- 1993–94: Sansepolcro
- 1994–95: Nestor Marsciano
- 1995–96: Ellera
- 1996–97: Gubbio
- 1997–98: Orvietana
- 1998–99: Tiberis Umbertide
- 1999–2000: Todi
- 2000–01: Orvietana
- 2001–02: Angelana
- 2002–03: Foligno
- 2003–04: Voluntas Spoleto
- 2004–05: Narnese
- 2005–06: Arrone
- 2006–07: Pontevecchio
- 2007–08: Deruta
- 2008–09: Group Città di Castello
- 2009–10: Todi
- 2010–11: Pierantonio
- 2011–12: Bastia
- 2012–13: Narnese
- 2013–14: Villabiagio
- 2014–15: Città di Castello
- 2015–16: Trestina
- 2016–17: Villabiagio
- 2017–18: Bastia
- 2018–19: Foligno
- 2019–20: Tiferno Lerchi